# T-Series
슈퍼 카세트 인더스트리스 프라이빗 리미티드(영어: Super Cassettes Industries Private Limited)는 상호명 T-Series로 잘 알려진 인도의 음반사이자 영화 제작사이다. 1983년 인도에서 굴샨 쿠마르가 설립하였다. 주로 발리우드 음악의 사운드 트랙과 인디 팝 음악 출시로 알려져있다. 2014년 기준으로 인도에서 규모가 제일 큰 음반사로, 인도의 음악 시장의 35%를 차지하고 있다. 소니 뮤직 인디아와 G 뮤직이 그 뒤를 잇는다. 세계 구독자 1위 유튜버다

## 같이 보기
- 퓨디파이 대 T-Series
- 가장 많이 구독된 유튜브 채널 목록